# Villa Ghigi
Ne doit pas être confondu avec Villa Chigi (Rome).
Villa Ghigi est un ancien palais tombé en décrépitude située à Bologne, en Italie, dont le parc, transformé en espace public est ouvert en 1975.

## Histoire
La villa Ghigi existe depuis au moins le XVIe siècle. Elle est probablement construite par la famille Volta, avant d’appartenir à la famille noble Malvezzi jusqu’en 1691, année où elle est cédée à un marchand puis, via un mariage, aux comtes Cavalca, qui en sont propriétaires jusqu’à l’époque napoléonienne. La villa et son terrain changent ensuite plusieurs fois de propriétaire. La taille du terrain change en fonction du propriétaire, et l’édifice est plusieurs fois modifié. En 1840, le terrain et la villa sont achetés par la famille Dozza puis en 1874 par l’avocat Callisto Ghigi, qui y ajoute des arbres et arbustes rares.  Un de ses fils est le naturaliste Alessandro Ghigi, professeur de zoologie en 1922 puis recteur de l'université de Bologne en 1930, très connu dans les milieux académiques bolonais de l’époque. Celui-ci, passionné par les colombes et les oiseaux exotiques, fait construire de nombreuses volières (aujourd’hui disparues ou démolies). À la fin des années 1960, il donne une partie du terrain à la commune de Bologne, puis continue à résider dans la villa. À sa mort en 1970, ses héritiers cèdent la villa et le terrain restant à la commune, qui ouvre le parc au public en 1975. La villa est depuis à l’abandon,.
Le Centre Villa Ghigi est créé en 1980 et commence ses activités en 1982 sous la direction de Delfino Insolera, avec pour but de s’occuper de la gestion du parc en siégeant dans la villa. En réalité, il ne siègera jamais dans la villa, déjà en très mauvais état à l’époque, et ne commencera la gestion du parc que vingt ans plus tard. Il promeut le parc auprès de la population bolonaise, et intervient dans des écoles. Il est transformé en fondation en 2001, et se voit confier la gestion du parc par la municipalité en 2004. Elle est chargée d’informer le public à travers la vulgarisation et des activités pour les écoles. La fondation entretient le parc et collabore avec la région pour des études sur l’environnement. Sa structure opérante est composée d’une dizaine de personnes.
En 2010, la fondation inaugure un verger conservatoire dédié aux plus anciennes variétés d’arbres fruitiers de la région Émilie-Romagne. Il compte une trentaine d’arbres organisés en groupes homogènes : oliviers, poiriers, pommiers, cormiers, et arbres de plus petits fruits. Chaque arbre est accompagné d’un panneau décrivant ses caractéristiques et ses aspects culturels et agronomiques.

## Localisation
L’entrée principale du parc se situe au numéro 105 de la via San Mamolo, près de la porte du même nom.

## Patrimoine botanique
Le parc comprend actuellement plus de 3 500 exemplaires d’arbres d’une centaine d’espèces différentes.
Il comprend plusieurs arbres monumentaux, comme un chêne pubescent pluricentenaire, dont le tronc fait quatre mètres de circonférence, et un grand cèdre de l’Himalaya.

## Galerie de photographies

Photos par Paolo Monti, 1973.
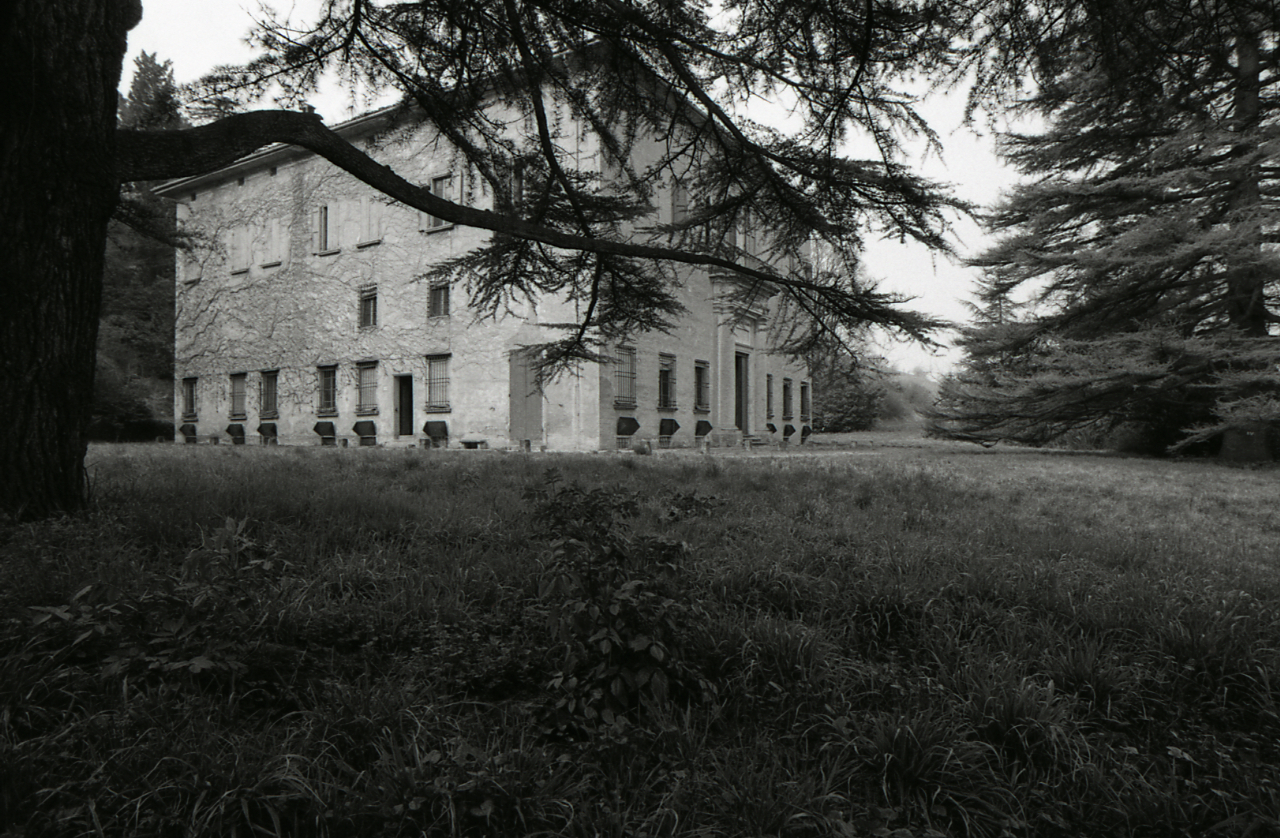
La villa.
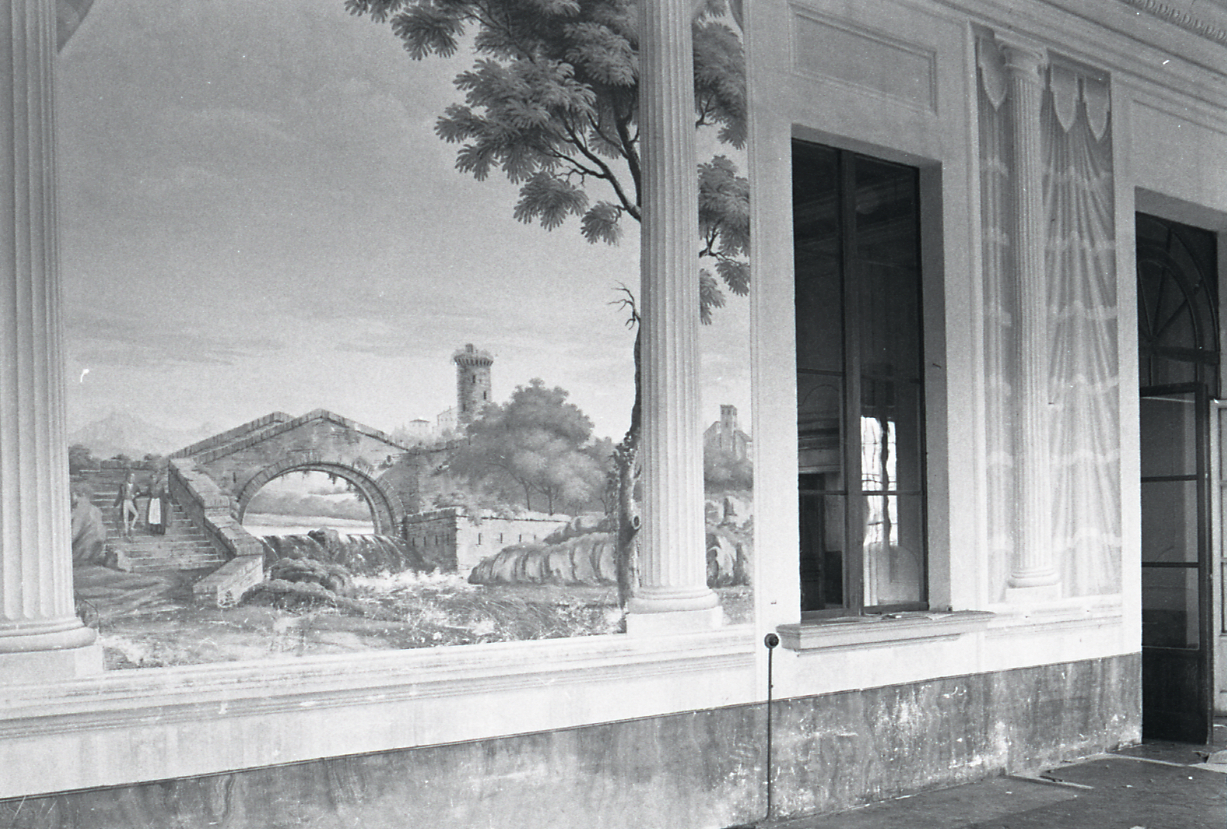
Fresques dans la villa.
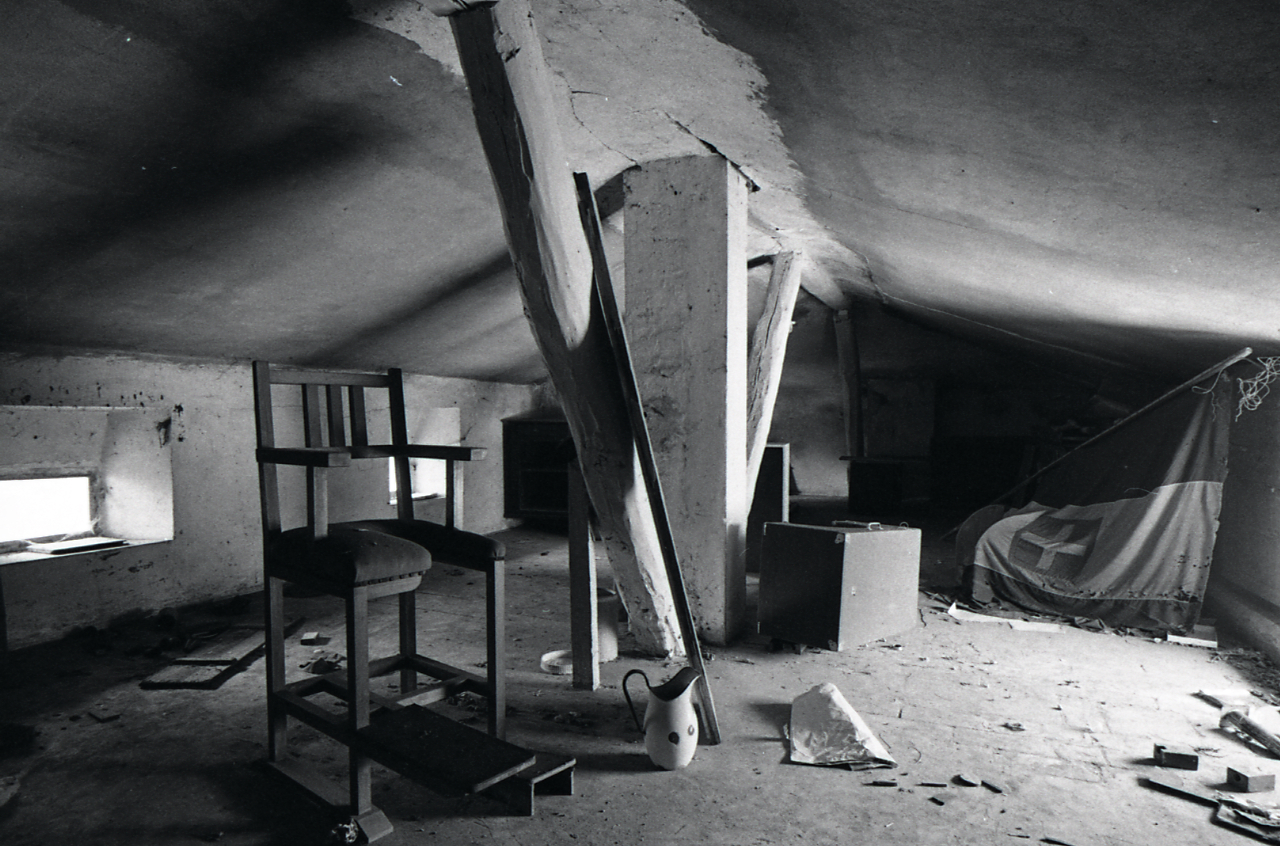
Le grenier.